# Lancelot van Ursel

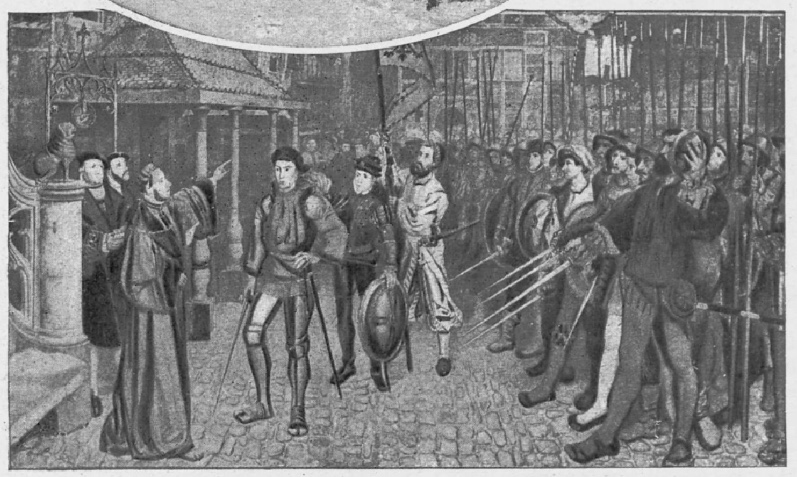
Burgemeester Lancelot van Ursel draagt schepen Cornelis van Spangen het bevel op over de burgerwacht, naar een schilderij van Hendrik Leys

Ridder Lancelot van Ursel (1499 - Antwerpen 12 april 1573) was een Nederlands edelman die tussen 1532 en 1573 zestien keer dienst deed als burgemeester van Antwerpen (telkens voor een jaar).
Bij de brand van de Onze-Lieve-Vrouwekerk in 1533, trad hij krachtdadig op, waardoor de noordelijke toren, symbool van het prestige van de stad, behouden bleef. Lancelot overleefde het inferno maar had ernstige brandwonden, volgens Francesco Guicciardini. In juli 1542 bracht hij de stad, die geen garnizoen had, in staat van verdediging zodat de aanval van Maarten van Rossum werd afgeslagen. De stadsmagistraat besliste hierop een nieuwe fortificatie te bouwen, de zogenaamde Spaanse omwalling, en Lancelot van Ursel werd met het toezicht hierop belast. Gedurende de volgende jaren onderhield hij een grillige relatie met de metselaars, terwijl de kosten uit de pan rezen en hij er in slaagde ongeveer 14.000 gulden uit de middelen te verduisteren. Toen het tot een corruptieproces kwam, slaagde hij er in de schuld door te schuiven naar zijn overleden collega Michiel van der Heyden.
Van Ursel werd hierna pas in 1563 opnieuw burgemeester. Hij stierf tijdens de uitoefening van dit ambt in 1573.
Hij trouwde drie keer maar had alleen dochters, waardoor het ridderlijke geslacht van Ursel zou uitdoven. Uit zijn eerste huwelijk met Barbara van Lier-Immerseel (1520) had hij Catharina en Maria. Uit zijn derde huwelijk met Adriana Rockox (1543) had hij Barbara. Zijn dochter Catharina huwde in 1549 met Gaspard Schetz, een handelaar en schatbewaarder der Nederlanden. Een jongere zoon van Catharina en Gaspard, Conrad Schetz, werd door Barbara, de derde dochter van Lancelot van Ursel geadopteerd, waardoor familienaam en -wapen bleven voortbestaan.

## Wetenswaardig
- Lancelot van Ursel was degene die 1566 bedacht met de naam wonderjaar.[4]